# Captain N
Captain N (Captain N: The Game Master) est une série télévisée d'animation américaine en 34 épisodes diffusée entre le 9 septembre 1989 et le 26 octobre 1991 sur le réseau NBC.
La série mettait en vedette Kevin (Captain N) dans le monde fictif de Videoland. La série contenait de nombreux éléments issus des jeux NES les plus populaires de l'époque, tels que The Legend of Zelda, Kid Icarus, Mega Man, Metroid, Castlevania, Mike Tyson's Punch-Out!! ou Donkey Kong. Il y a également eu une version en bande dessinée éditée par Valiant Comics, mais ne faisant figurer que des personnages crées par la compagnie Nintendo.
En France, la série d'animation a été diffusée à partir de 1990 dans l'émission Cabou Cadin sur Canal+. Rediffusion à partir du 14 septembre 1992 dans le Club Dorothée avant l'école sur TF1.  

## Épisodes

### Première saison (1989)
1. Kevin (Kevin in Videoland)
2. Les Génies (Wishful Thinking)
3. Le Bayou (How's Bayou)
4. Vidéolympique (Videolympics)
5. De gros problèmes (Mega Trouble for Megaland)
6. Les ennuis commencent (Mr and Mrs Mother Brain)
7. Trois hommes et un dragon (Three Men and a Dragon)
8. Le Singe (Simon the Ape-Man)
9. Une grande idée (Metroid Sweet Metroid)
10. Jeux dangereux (The Most Dangerous Game Master)
11. Les Grands Moyens (Nightmare on Mother Brain's Street)
12. À la recherche du roi (In Search of the King)
13. Joyeux anniversaire (Happy Birthday, Megaman)

### Deuxième saison (1990)
1. Gameboy (Gameboy)
2. L'Invasion des zombies (The Invasion Of The Paper Pedalers)
3. La Potion de pouvoir (Quest For The Potion Of Power)
4. La Reine des singes (Queen of the Apes)
5. Tetris ne tourne pas rond (The Trouble with Tetris)
6. Les virus attaquent (Germ Wars)
7. Le Triforce (Having a Ball)
8. Duel sur Faxanadou (The Feud Of Faxanadu)
9. Le Grand jeu (The Big Game)
10. Le Dragon de Troie (The Trojan Dragon)
11. Super Wamba (I Wish I Was A Wombatman)
12. La Cité perdue de Kongoland (The Lost City of Kongoland)
13. Voyage à travers le temps (Once Upon a Time Machine)
14. Inédit (When Mother Brain Rules)

### Troisième saison (1991)
1. Bienvenue à Hoopland (Pursuit Of The Magic Hoop)
2. Kid Icarus défie Robin des bois (Misadventures In Robin Hood Woods)
3. Retour à Castlevania (Return To Castlevania)
4. Jeu de devinettes (Totally Tetrisized)
5. Partie à hauts risques (Battle Of The Baseball Know-It-Alls)
6. Le Rêve de Captain N (The Fractured Fantasy Of Captain N)
7. Le Robot de la paix (A Tale Of Two Dogs)

## Distribution
- Matt Hill (V. F. : Eric Legrand / Yann Pichon) : Captain N
- Venus Terzo (V. F. : Dorothée Jemma) : la princesse Lana
- Doug Parker (V. F. : Jean-Claude Montalban) : Megaman
- Alessandro Juliani (V. F. : Luq Hamet) : Kid Icarus
- Andrew Kavadas (V. F. : Jean-François Kopf) : Simon Belmont
- Levi Stubbs (V. F. : Evelyne Grandjean) : Mama Cervelas
- Garry Chalk (V. F. : Paul Bisciglia) : King Hippo
- Doc Harris (V. F. : Serge Bourrier) : narrateur
- Michael Donovan (V. F. : Philippe Dumat) : voix additionnelles

 Source et légende : version française (VF) sur RS Doublage

## Commentaires
Dorian Barag est l’interprète de Kevin Keene dans la seule scène qui n’est pas animée. Il s’agit du moment où le héros est happé par son écran. Cet extrait a été repris dans de nombreux épisodes, pour le générique.